# Alfredo Murphy
Alfredo Mutschaewski (Corupá, 2 de maio de 1929 – Rio de Janeiro, 11 de outubro de 1993), artisticamente conhecido por Alfredo Murphy, foi um ator brasileiro.

## Carreira
Descendente de russos e poloneses, Murphy estreou na televisão em 1955, na Rede Tupi, participando dos programas Uma Pulga na Camisola, Variedades Tupi e Circo Bombril. Seu primeiro trabalho como ator foi na mesma emissora, atuando no seriado “Falcão Negro“. Esteve ainda em Feijão, Arroz e…Alegria; Pintando o Seis, Hotel de Sucessão, Espetáculos Tonelux, A.E.I.O…Urca, Show de Sorrisos, O Espetáculo Continua, Deu a Louca no Mundo e Moacyr Franco Show”, todos pela TV Tupi carioca.
O primeiro papel no cinema foi em 1962, no filme O 5.º Poder. Participou, também, de Manaus, Glória de uma Época (1963), Os Selvagens (1964, não creditado), O Tropeiro (também de 1964), Morte Para um Covarde (também de 1964), Aventuras com Tio Maneco (1971), Tô na Tua, Ô Bicho (também de 1971) e O Coronel e o Lobisomem (1978).
Em 1974, deixou a Tupi e foi para a TV Globo para atuar na novela O Rebu, vivendo Olegário, um delegado que prendia o assaltante Boneco (Lima Duarte) por furtar eletrodomésticos. No ano seguinte, destacou-se interpretando Sandoval na novela Pecado Capital. Foi ele quem ordenou a morte do protagonista Carlão (Francisco Cuoco), inclusive chamando o capanga de "idiota" e dizendo para fugirem do local.
Especializado em interpretar personagens maus, o ator participou também de Duas Vidas (1976), O Pulo do Gato (1978), Terras do Sem-Fim (1981), Paraíso (1982), Grande Sertão: Veredas (1985), A Gata Comeu (1985), Selva de Pedra (1986), O Outro (1987), Carmem (também de 1987), Bebê a Bordo (1988), Abolição (também de 1988), Pacto de Sangue (1989) e Rainha da Sucata (1990). Atuou ainda no episódio "Jorge, um Brasileiro", do Caso Especial (1978), e em "Operação Dengoso", no Caso Verdade (1983).
Ele ainda fez parte do humorístico Escolinha do Professor Raimundo, no papel de 2 personagens: Don Corleone (um funcionário da escola) e Estalta, o padrasto do Seu Boneco (Lug de Paula). Seu último trabalho foi em Deus Nos Acuda, vivendo o personagem Coriolano.
Murphy veio a falecer em 11 de outubro de 1993, no hospital São Lucas, em Copacabana, vítima de um câncer no estômago.

## Cronologia

### Filmes
| Ano  | Título                       | Papel                                   |
| ---- | ---------------------------- | --------------------------------------- |
| 1978 | O Coronel e o Lobisomem      |                                         |
| 1971 | Tô na Tua, Ô Bicho           | Bernardo (creditado como Alfredo Murfe) |
| 1971 | Aventuras com Tio Maneco     | Bandido                                 |
| 1964 | Morte Para um Covarde        |                                         |
| 1964 | O Tropeiro                   |                                         |
| 1964 | Os Selvagens (não creditado) |                                         |
| 1963 | Manaus, Glória de Uma Época  |                                         |
| 1962 | O Quinto Poder               |                                         |

### Na televisão
| Ano  | Título                                          | Papel                                    |
| ---- | ----------------------------------------------- | ---------------------------------------- |
| 1992 | Deus Nos Acuda                                  | Coriolano                                |
| 1991 | Escolinha do Professor Raimundo                 | Dom Corleone e Estalta                   |
| 1988 | Pacto de Sangue                                 | Mergulhão                                |
| 1988 | Abolição                                        | Raimundo                                 |
| 1988 | Bebê a Bordo                                    | Advogado de Laura (Dina Sfat)            |
| 1987 | Carmem                                          | Pedro                                    |
| 1987 | O Outro                                         | Capanga                                  |
| 1986 | Selva de Pedra                                  | Empregado do estaleiro                   |
| 1985 | Roque Santeiro                                  | Alemão                                   |
| 1985 | A Gata Comeu                                    | Benjamin                                 |
| 1985 | Grande Sertão: Veredas                          | Lacrau                                   |
| 1983 | Caso Verdade (episódio "Operação Dengoso")      |                                          |
| 1982 | Paraíso                                         | Homem no bar de Bertoni (Jorge Cherques) |
| 1981 | Terras do Sem-Fim                               | João Vermelho                            |
| 1978 | Caso Especial (episódio "Jorge, um Brasileiro") |                                          |
| 1978 | O Pulo do Gato                                  |                                          |
| 1976 | Duas Vidas                                      | Osmano                                   |
| 1975 | Pecado Capital                                  | Sandoval                                 |
| 1974 | O Rebu                                          | Delegado Olegário                        |